# Un jardin sur la Terre
Chansons représentant la France au Concours Eurovision de la chanson
Marie-Blanche
(1970) Comé-comédie
(1972)
Singles de Serge Lama
Ma muse
(1970) Superman
(1971)
Un jardin sur la Terre est une chanson de Serge Lama sortie en single en 1971 et parue sur son album Superman. Elle est composée par Alice Dona, sur des paroles de Henri Djian et Jacques Demarny.
C'est la chanson qui a été choisie pour représenter la France au Concours Eurovision de la chanson 1971 qui se déroule à Dublin, en Irlande.

## Thème
La chanson traite du chaos de la vie quotidienne. Le chanteur exprime son désir pour un endroit, « un jardin sur la Terre », « un Éden avant l'heure », où l'on pourrait trouver la quiétude au milieu de tout le reste.

## À l'Eurovision
Un jardin sur la Terre est intégralement interprété en français, langue nationale, comme l'impose la règle entre 1966 et 1973. L'orchestre est dirigé par Franck Pourcel.
Elle est la dixième chanson interprétée lors de la soirée, après Karina qui représentait l'Espagne avec En un mundo nuevo et avant Monique Melsen qui représentait le Luxembourg avec Pomme, pomme, pomme. À l'issue du vote, elle a obtenu 82 points, se classant 10e sur 18 chansons.

## Liste des titres
| A1. | Un jardin sur la Terre | Henri Djian, Jacques Demarny | Alice Dona   | 2:58 |
| B1. | Bungalow 73            | Serge Lama                   | Yves Gilbert | 2:55 |

## Historique de sortie
| Pays                  | Date | Format   | Label   |
| --------------------- | ---- | -------- | ------- |
| France Canada Espagne | 1971 | 45 tours | Philips |